# 75-ös villamos (Budapest)
A budapesti 75-ös jelzésű villamos a Keleti pályaudvar és a Március 15. tér között közlekedett. A járatot a Fővárosi Villamosvasút üzemeltette.

## Története
A 75-ös villamos az első világháború idején indult a Keleti pályaudvar – Rákóczi út – Erzsébet híd – Krisztina tér útvonalon. 1917 táján a Királyhágó utcánál kapott új végállomást. 1919 őszén többször szünetelt a forgalma, végül december 5-én Keleti pályaudvar – Rácfürdő útvonalon újraindult. 1920. szeptember 4-étől végállomását ismét a Királyhágó utcához helyezték át. 1921-ben és 1922-ben temetői járatként a Keleti pályaudvar helyett a Köztemető úttól indult. 1924-ben végállomása Kőbányára került, 1925-től pedig a Fery Oszkár (ma Kiss János altábornagy) utcai végállomásig közlekedett. 1926-tól kőbányai útvonala rövidült: a kocsiszín helyett az ún. MÁV keresztezésig közlekedett.
1932. július 18-ától a Keleti pályaudvarig közlekedett, este pedig 75A jelzéssel Keleti pályaudvar – Hadnagy utca útvonalon indult villamosjárat. A betétjárat december 12-én megszűnt. 1941. január 2-án átadták a Csörsz utcánál az új villamosvégállomást, ezért a 75-ös végállomását ide helyezték át. 1944-től csak a Déli pályaudvarig közlekedett.
A háború után, 1945. május 19-én indult újra, de csak a Keleti pályaudvar – Apponyi tér útvonalon. 1949. február 1-jétől a Március 15. téri végállomásig közlekedett. 1952. március 26-án átszámozták 45-ösre.